# Koszary (województwo pomorskie)
Koszary (kaszub. Kôszarë) – kolonia Polsce w województwie pomorskim, w powiecie chojnickim, w gminie Czersk. 
Kolonia borowiacka, wchodzi w skład sołectwa Łubna
.
W latach 1975–1998 miejscowość administracyjnie należała do województwa bydgoskiego.